# Marie-Joseph Erb

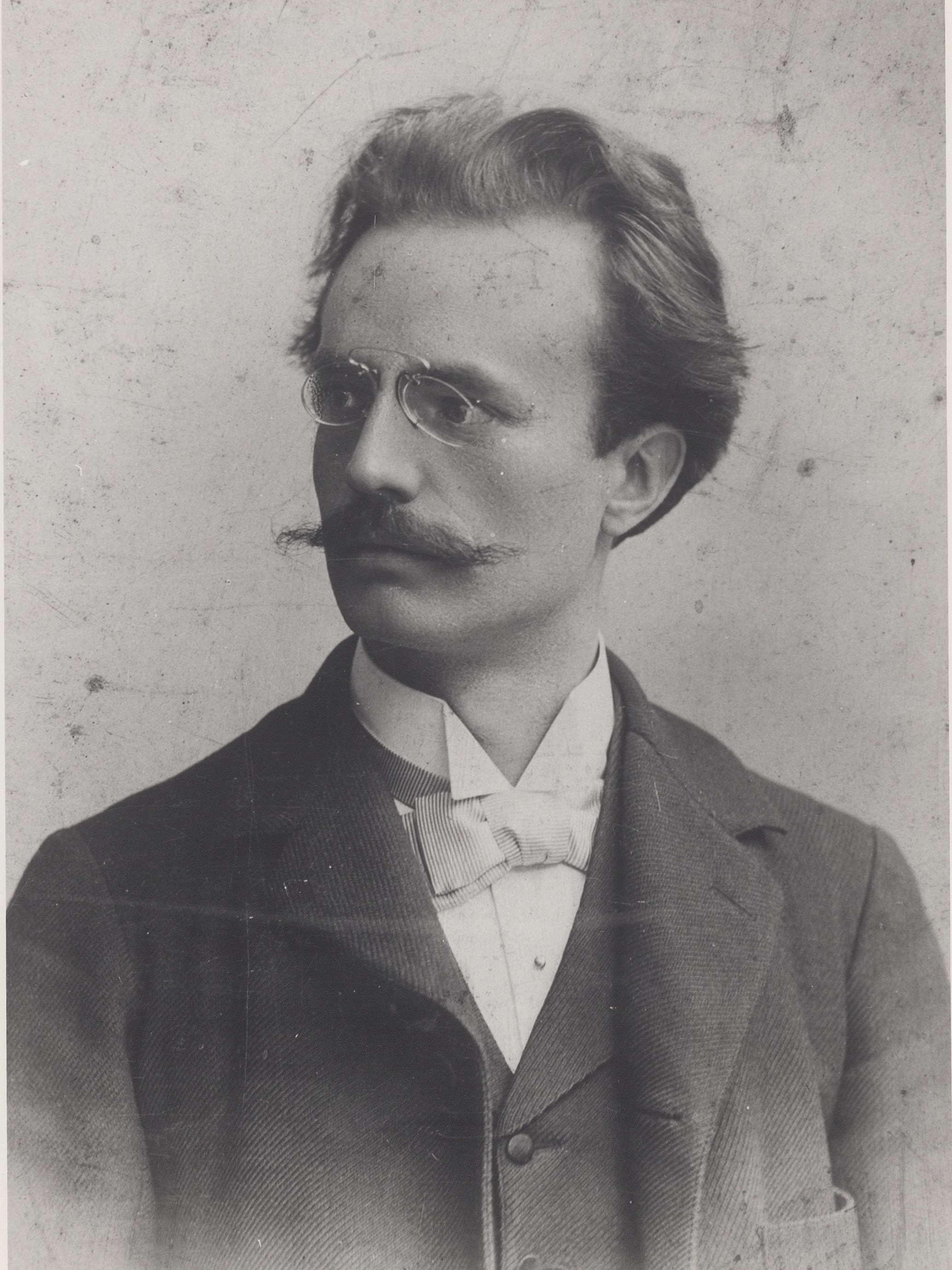
Marie-Joseph Erb

Marie-Joseph Erb (* 23. Oktober 1858 in Straßburg; † 9. Juli 1944 in Andlau) war ein französischer Organist, Komponist und Musikpädagoge.

## Leben und Werk
Marie-Joseph Erb kehrte nach einem Studium bei Eugène Gigout in Paris trotz lockender Angebote dort in seine elsässische Heimat zurück. 1883 wurde er Organist an Sankt Georg in Schlettstadt. Hier rief er mit Abbé Charles Hamm die Association Sainte Cécile ins Leben. Franz Liszt bestärkte ihn 1884 in seinen kompositorischen Ambitionen. Seit 1890 wirkte er als Organist, Musikpädagoge und Komponist in Straßburg. Nach zwei vergeblichen Versuchen, am dortigen Konservatorium eine Stelle zu bekommen, berief ihn der neue Konservatoriumsleiter Hans Pfitzner 1910 als Lehrer für Orgel und Komposition. Bald kam auch das Lehrfach Klavier hinzu. 1911 wurde er zum Professor ernannt. 1937 beendete er seine Lehrtätigkeit und widmete sich ausschließlich der Komposition.
Marie-Joseph Erb pflegte sowohl geistliche als auch weltliche Musikgattungen. „Seine von den französischen Impressionisten harmonisch und rhythmisch bereicherte Ausdrucksskala spannt[e] sich vom gemütvollen Humor der Lieder und Chöre auf Texte elsässischer Mundart bis zur Mystik der Kirchenmusik und zum grüblerischen Subjektivismus der Altersschöpfungen.“ Große Bedeutung kam seinen Orgelkompositionen zu. Seine Tondichtungen und Lieder zeichnen sich durch die Verwendung von elsässischen folkloristischen Elementen aus.
Erb starb 1944 in Andlau. Seine letzte Ruhestätte fand er auf dem Cimetière Saint-Gall in Strasbourg-Koenigshoffen (Sektion 7-7-5/6).